# L'Improvisateur

L'Improvisateur (Improvisatoren) est le premier des six romans écrits par Hans Christian Andersen. Il a été publié en 1835 en deux volumes.
Ce roman a été traduit en français en 1944 par Fanny Petibon pour les éditions Albin Michel, puis en 1995 par Régis Boyer pour la parution des œuvres complètes d'Andersen dans la Bibliothèque de la Pléiade.